# Македонски вез
Македонски вез је претежно народни породични занат инспирисан традиционалном Словенском баштином. Овај облик народне уметности, стваран је и обликован кроз бројне стилске варијанте вековима. Како је потекао у народу, њега су стварали многобројни анонимни уметници и у њему откривали и развијали креативност и машту, „беспрекорно се играјући“ шаренилом боја, облика, форми и техника.

## Настанак македонског веза
Највећи успех у развоју, веза као врсте македонске уметности, достигао је у 19 веку. Преноси се са генерације на генерацију, јер се на основу вере македонског народа, традиција мора наставити. Уметност у себи садржи трагове и наслеђа различитих културних епоха у прошлости.
Сложен процес еволуције почео је да се развија након насељавања Словена на Балкан, кроз сродну старобалканску древну културу. На даљи развој у уметности веза, посебан значај имао је утицај византијске културе.
Вековни утицај Турака на овим просторима, није се битно одразио на развој македонског веза. Одређени радови ипак садрже неке од елемената исламске уметности, што се најбоље може видети у бојама које су коришчене у неким од мотива. Ипак, без обзира на разне историјске периоде, македонско везно стваралаштво, представља уметност која важи за најразвијеније колективно стваралаштво.
Македонски народни вез јасно сведочи о оригиналности и креативности свог творца - македонских жена.

## Врсте веза
Везно стваралаштво у Македонији искључиво се користило за израду ношњи које су се користиле у својству свакодневне одеће све до првих деценија овог века.
Вез преставља карактеристични традиционални украс, посебно када су у питању женске народне ношње, међу којима су се највише везле кошуље и мараме за на главу.
Женске кошуље, садрже скромне елементе кроја који подсећају на тунику. Карактеристична је за подручје целе Македоније. Кошуље су задржале мотиве традиционалне форме, који се доводи у непоредну везу са старобалканским орнаменталним туникама, које су ношене на Балкану пре доласка словена. Задржавају првобитни обликом уз развој лични стила који се огледа у раскоши веза на византијском текстилу.
Међу разним врстама веза истиче се посебан вез за вео младе као и везови на пешкирима за бебе. На тај начин истиче се врховна естетска вредност македоноске везне уметности, која има историјски значај израде која превазилази конзервативно архаично доба. Очигледна сличност је у облику, техничари и орнаментима на одговарујућим деловима појединих ношњи које потврђују древну културну и историјске везе Македоније. [

## Израда веза
За македонски вез раније се користила само домаћа вуна. На тај начин напредовао је и развој македонског овчарства.
Посебно карактеристичан био је домаћи традиционални начин припреме вуног конца за вез. Конац се добијао искључиво ручном израдом без икаквих техничких помагала. Нити су се одвајале уз помоћ вретена и прстију. Овако добијене нити представљају један од најпрвобитних врсти текстилних влакана.
Вез на свечаној одећи ради се од домаће свиле, и скоро свуда, користи се срма (свилени сиви сјајни конац).
Карактеритично за скоро све врсте македонског веза је његова израда у којој се њехов бод, са игли на платно, обично ради са унутрашње стране што омогућава лакше бројање, али и захтева технику и вештину. У погледу техничке израде, за македонске вез, потребна је стандардна гобленска опрема. Технике веза разликују се од подручја.
Вез са правим ободом најзаступљенији је приликом израде женских марама које служе се покривање глава. Због изузетно тешке технике израде, често их ради само мали број везиља.
Македонски везови углавном су једнобојни или се раде у више нијанси једне боје. Ретко, само у појединим деловима Македоније, користи се комбинација црно - белог веза.
У коришћењу боја, доминира црвена и све њене нијансе. Нијансе и редослед којим се везе зависи од региона и врсте којој је намењен. Међутим, постоји паралелна примена две нијансе црвене, наизменично или се једна нијанса користи за позадину а друга за израду самог украса. Доминантна боја је и црна, али само као друга боја у комбинацији са тамно плавом и зеленом бојом, веома ретко - белом.

## Орнаменти
Општа карактеристика македонског веза је у строго геометријским орнаментима. Геометријски мотиви су представљени у свом најширем обиму - од једноставних равних и цик-цак линија до сложених облика. Цесто и немају прекид који представља засебне украсне мотиве. Мотиви се мењају од генерације до генерације, разликују од места до места.
Временом се мењају и полако губе своје првобитно значење и обликовање у апстрактне геометријске орнаменте. Најчешћа је појава цветних мотива, али они не представљају стилизоване облике цвећа. Цвет може бити и без извезених листова али и без обавезне врсте цвећа.
Вез на основу шема, углавном је на мотивима када је у питању класични народни вез, који у већини случајева представља индивидуалну животињу или неку људску карактеристику. Оваква врста веза највише је била заступљена за време турске владавине.
Сваки део у Македонији одржава кроз генерације, своју традиционалну опредељеност за одређени украс, технику или боју, наслеђену од давнина. Ове специфичности посебно су изражене у западном делу Македоније и потичу из периода прасловенских народа.
Велики миграциони покрети у Македонији у последња два века, допринели су различитим врстама веза на територији Македоније. Упркос томе, сваки регион је задржао своју специфичност веза која се прилагођава новим утицајима древне уметности, естетским карактеристикама и традиционалним нормама.
Варијанте македонског веза стваране су вековима. Потичу од многобројних анонимних уметничких ствараоца и откривају развијену креативности, маште, беспрекорну игру боја и облика али и технике која је доведена до савршенства.